# گرباخ
گرباخ (به آلمانی: Gerbach) یک شهر در آلمان است که در دنرسبرگکرایس واقع شده‌است. گرباخ ۵۸۳ نفر جمعیت دارد.